# Наволок (Псковский район)
Наволок — деревня в Завеличенской волости Псковского района Псковской области России.

## География
Расположена в 8 км к северо-западу от города Пскова, на реке Каменка.

## Население
| 2001 | 2002 | 2010 | 2014 |
| ---- | ---- | ---- | ---- |
| 17   | ↗18  | ↗22  | ↘18  |

Численность населения деревни составляла по оценке на конец 2000 года 17 жителей, по переписи 2010 года — 16 жителей.

## Галерея
- Вид с юга на д. Наволок со стороны д. Гнилуха